# Alvin Jones (Basketballspieler)
Alvin Robert Lamar Jones III (* 9. September 1978 in Luxemburg, Luxemburg) ist ein ehemaliger US-amerikanisch-luxemburgischer Basketballspieler.

## Karriere
Der Sohn von Josiane, einer luxemburgischen Lehrerin, und dem US-amerikanischen Basketballspieler Alvin Jones Jr. zog mit seinen Eltern und seiner Schwester 1981 in die USA und wurde von seinem Vater 1997 zur Highschool-Staatsmeisterschaft gecoacht. Sein Vater trat mit dem Gewinn der Meisterschaft als Coach zurück und konzentrierte sich fortan auf seine Karriere als Schulpsychologe.
Von 1997 bis 2001 besuchte Alvin Jones III das Georgia Institute of Technology. Er kam in 124 Spielen auf 1312 Punkte und 1075 Rebounds. In der Kategorie Blockierte Schüsse, die im College-Basketball erst seit 1985 dokumentiert wird, stellte er mit 425 einen Rekord auf und rangiert bis heute unter den Top 15 (Stand: 2023). Jones wurde in seinem Abschlussjahr als Senior ins All-ACC First Team der Atlantic Coast Conference berufen.
Er wurde bei der NBA-Draft 2001 in der zweiten Runde an insgesamt 56. Stelle von den Philadelphia 76ers ausgewählt. In der NBA-Saison 2001/02 absolvierte er in der regulären Saison 23 Spiele und erzielte dabei 26 Punkte, 36 Rebounds, 3 Assists und 9 Blocks in 124 Minuten. In zwei Spielen der Postseason erzielte er einen Rebound in fünf Minuten.
Nach seiner Karriere in der National Basketball Association (NBA) spielte er in Europa, unter anderem kurzzeitig bei der RheinEnergie Köln in der Basketball-Bundesliga. Für die luxemburgische Nationalmannschaft spielte er in der Qualifikation zur EuroBasket 2005 und 2007.